# Ворвулинці

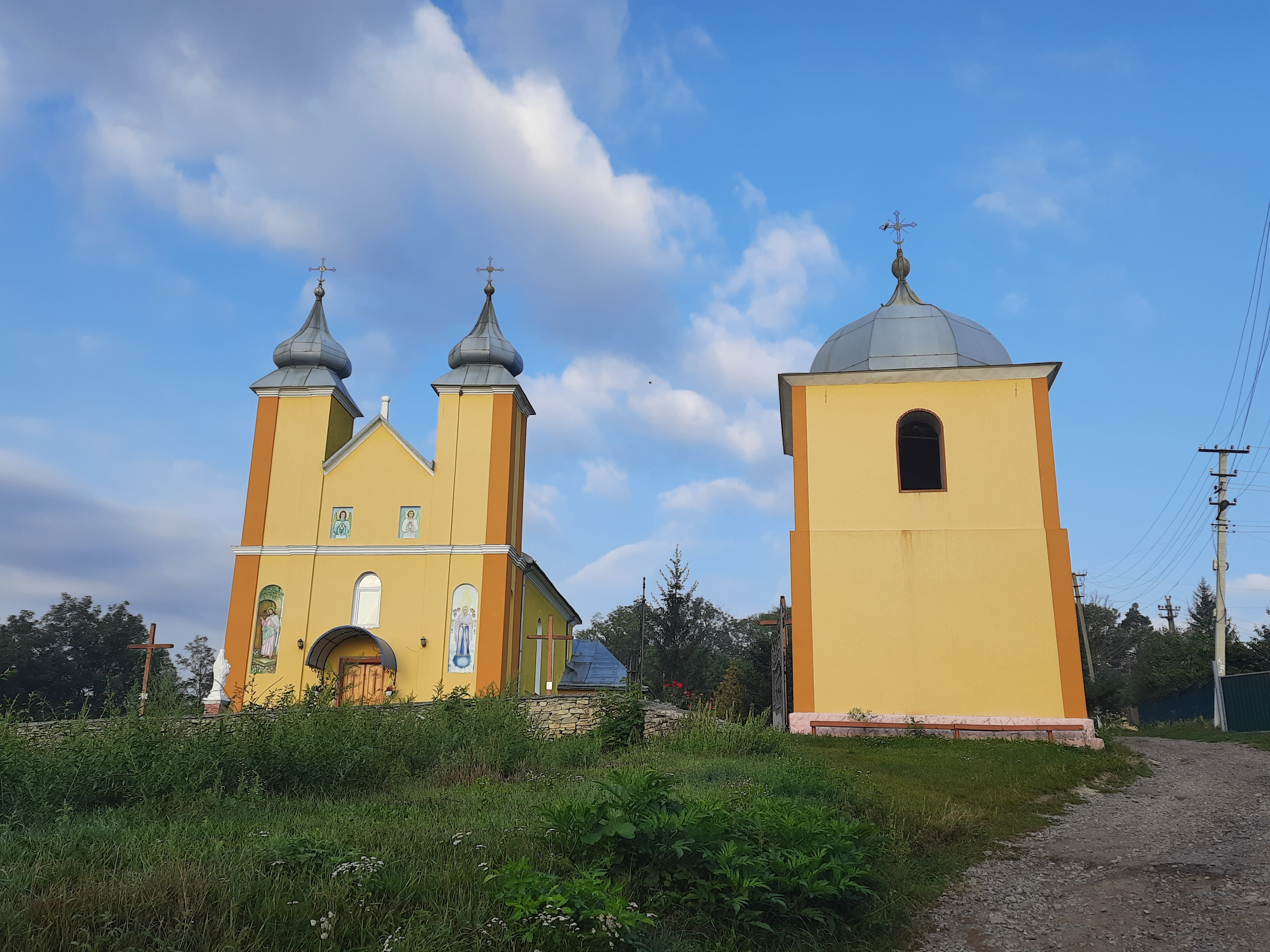
Церква Покрови Пречистої Діви Марії (1879р.)

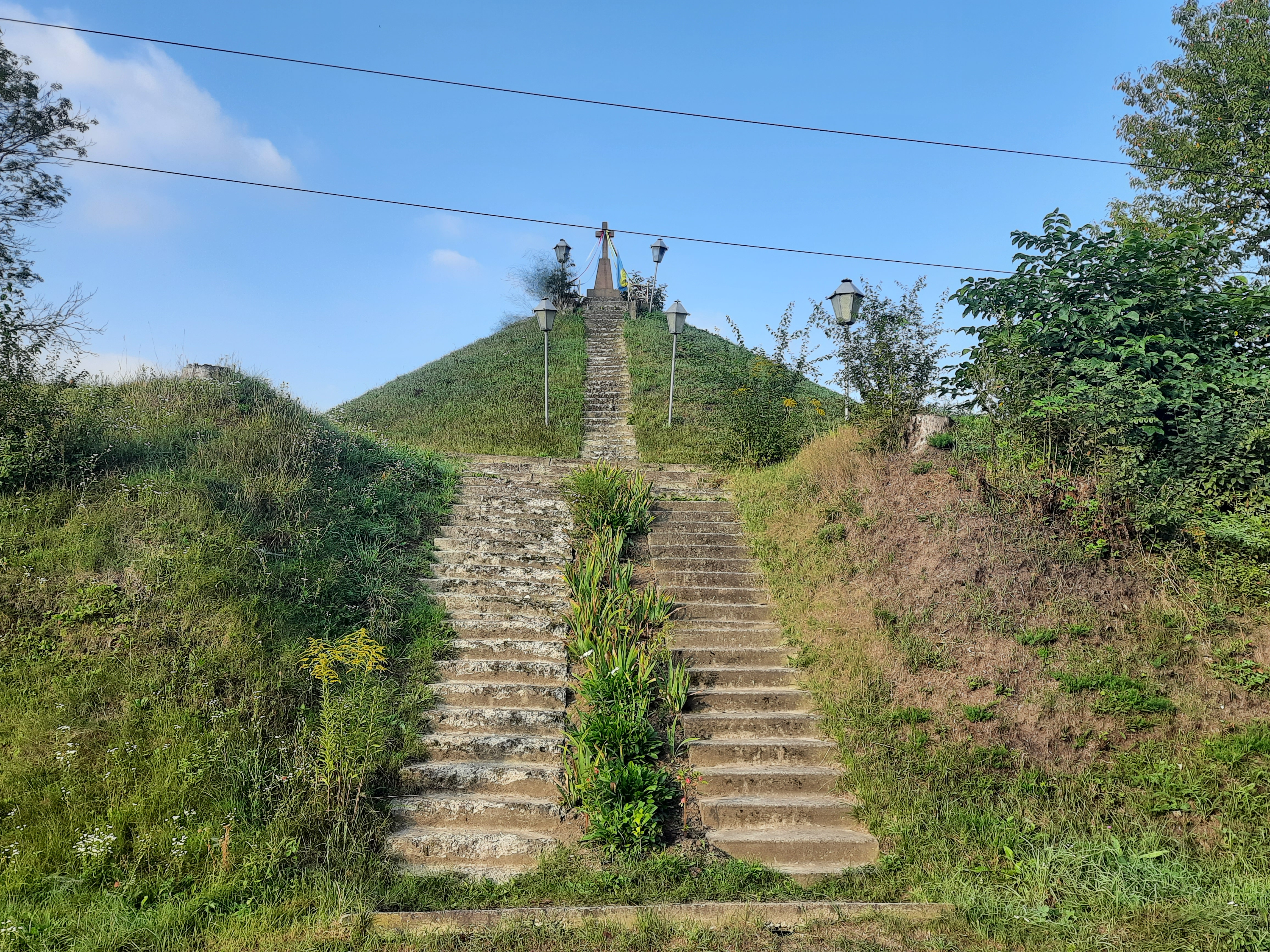
Символічна могила захисникам України. (1992)

Ворву́линці — село в Україні, у  Товстенській селищній громаді Чортківського району Тернопільської області. Розташоване на річці Тупа, у північній частині району. До 2020 центр сільради, якій було підпорядковане село Гиньківці.
До села приєднано хутір Вербова. Населення — 706 осіб (2003).

## Історія
На території Ворвулинців відкрито археологічні пам'ятки трипільської і давньоруської культур, знайдено кам'яну гробницю культури кулястих амфор, досліджено курган культури шнурової кераміки.
В Ворвулицях – чотири трипільських поселення. Перше – в урочищі Вербова (розвідки І.М.Олексишина та І.П.Герети в 60-х роках), друге – в урочищі Жерманівка західніше Ворвулинців на правому березі ріки Дупля (розвідки В.І.Олійника в 1971 році), третє – етапу С в урочищі Гора (розвідки Свєшнікова І.К. та Кос Г.І. в 1967 році). Четверте поселення – етапу С на території поля під назвою Піврізки західніше села Гинківці, яке тепер входить до Ворвулинців, на лівому березі ріки Дуплі. Виявлено антропоморфну стелу довжиною 1,8 метрів, яка зберігається у Львові. 
Перша писемна згадка — 1414.
У 1469 р. згадане в історичних документах як володіння Міхайла з Бучача. Під час австро-угорського панування селом володів польський дідич – пан Скульський. У Ворвулинцях на селянських полях було три кургани, за переказами, це козацькі могили часів Б. Хмельницького; на одній із могил був хрест із датою 1647 р.
1569 в історичних документах згадане як Ворворчинці.
За Австро-Угорщини функціонувала однокласна школа з українською мовою навчання, за Польщі – трикласна двомовна. Діяли філії товариств “Січ” (до 1914 ), “Просвіта” (від 1903 р., обидві очолював Лука Навізівський), “Сільський господар” (1920), “Луг” (1926, до Другої світової війни голова Микола Малюк), каса-“райффайзенка” (1908, голова Іван Христоріз), гуртки “Відродження”, театральний, хор, кооперативна крамниця, каменоломні, копальні піску та глини. До третини 20 ст. було три фільварки.
Протягом 1944–1953 рр. за участь у національно-визвольній боротьбі, виселено у Сибір 40 осіб. Загинуло 59 жителів села, серед них:
- районний провідник Михайло Дубецький, повітовий провідник ОУН, організатор Товстенької “Січі” Микола Круцяк (“Супрун”; 1921–1945),
- чотовий куреня УПА “Сірі Вовки” Микола Навізівський (“Бурлака”; 1916–1945),
- командир боївки Служби безпеки Богдан (“Чорномор”; 1923–1945) та підпільник Іван (“Лен”; 1927–1947) Олексишини,
- провідник ОУН і референт Служби безпеки ОУН Петро (“Бір”, “Вир”, “Осип”; 1923–1952) і повітовий провідник ОУН Степан (1921–1946) Совсуни,
- підрайонний провідник ОУН Роман (“Недоля”; 1926–1947) та кущовий командир УПА Юрій (“Шпак”, “Явір”; 1923–1946) Христорізи,
- зв’язкові УПА Марія Лисак (“Ластівка”, “Оксана”; 1922–1945), Марія Драган-Марценюк та Євгенія Совсун (“Уляна”, “Чайка”; 1921–1945),
- стрільці УПА Степан Атаманюк (1923–1945), Микола Котузяк (“Сокіл”; 1921–1945), Петро Круцяк (“Триб”; 1914–1945), Богдан Малюк (“Струм”; 1925–1945), Василь Олексишин (“Дрозд”; 1921–1944), Семен Ухналь (1921–1944).

12 червня 2020 року, відповідно до розпорядження Кабінету Міністрів України № 724-р «Про визначення адміністративних центрів та затвердження територій територіальних громад Тернопільської області» увійшло до складу Товстенської селищної громади.
19 липня 2020 року, в результаті адміністративно-територіальної реформи та ліквідації Заліщицького району, увійшло до складу новоутвореного Чортківського району.

## Населення
Згідно з переписом УРСР 1989 року чисельність наявного населення села становила 1157 осіб, з яких 537 чоловіків та 620 жінок.
За переписом населення України 2001 року в селі мешкало 708 осіб.

### Мова
Розподіл населення за рідною мовою за даними перепису 2001 року:
| Мова       | Відсоток |
| ---------- | -------- |
| українська | 99,72 %  |
| молдовська | 0,14 %   |
| російська  | 0,14 %   |

## Пам'ятки
Є церква Покрови Пречистої Богородиці (1879; кам'яна), три каплички.

## Пам'ятники
Встановлено хрест на честь скасування панщини (відновлено 1991), споруджено пам'ятники воїнам-односельцям, полеглим у німецько-радянській війні (1967), Івану Франку (1972), воякам УПА (1992), пам'ятник-могилу УСС (1992).

## Соціальна сфера
Діють загальноосвітня школа І-ІІ ступенів, клуб, бібліотека, ФАП, відділення зв'язку.

## Відомі люди
Народилися
- Марія Гарабач — зв'язкова ОУН, довголітня громадська діячка українства Німеччини.
- Василь Конет (2002—2022) — український військовик, учасник російсько-української війни[8].
- Іван Малецький — український економіст, громадський діяч.
- І. Малюк — громадський діяч у США.
- Навізівський Богдан - пластун[9].
- Навізівський Іван — політичний діяч у Канаді[10][11].

Проживали
- 3бігнєв Доміно — польський прозаїк і публіцист.
- Юрій Малєєв — археолог